# Leuctra ferruginea
Leuctra ferruginea är en bäcksländeart som beskrevs av Léon Abel Provancher 1876. Leuctra ferruginea ingår i släktet Leuctra och familjen smalbäcksländor. Inga underarter finns listade i Catalogue of Life.